# Kaplica oratorium ojca Maunoira de Plévin
Kaplica oratorium ojca Maunoira de Plévin – wzniesiona w XVIII wieku.

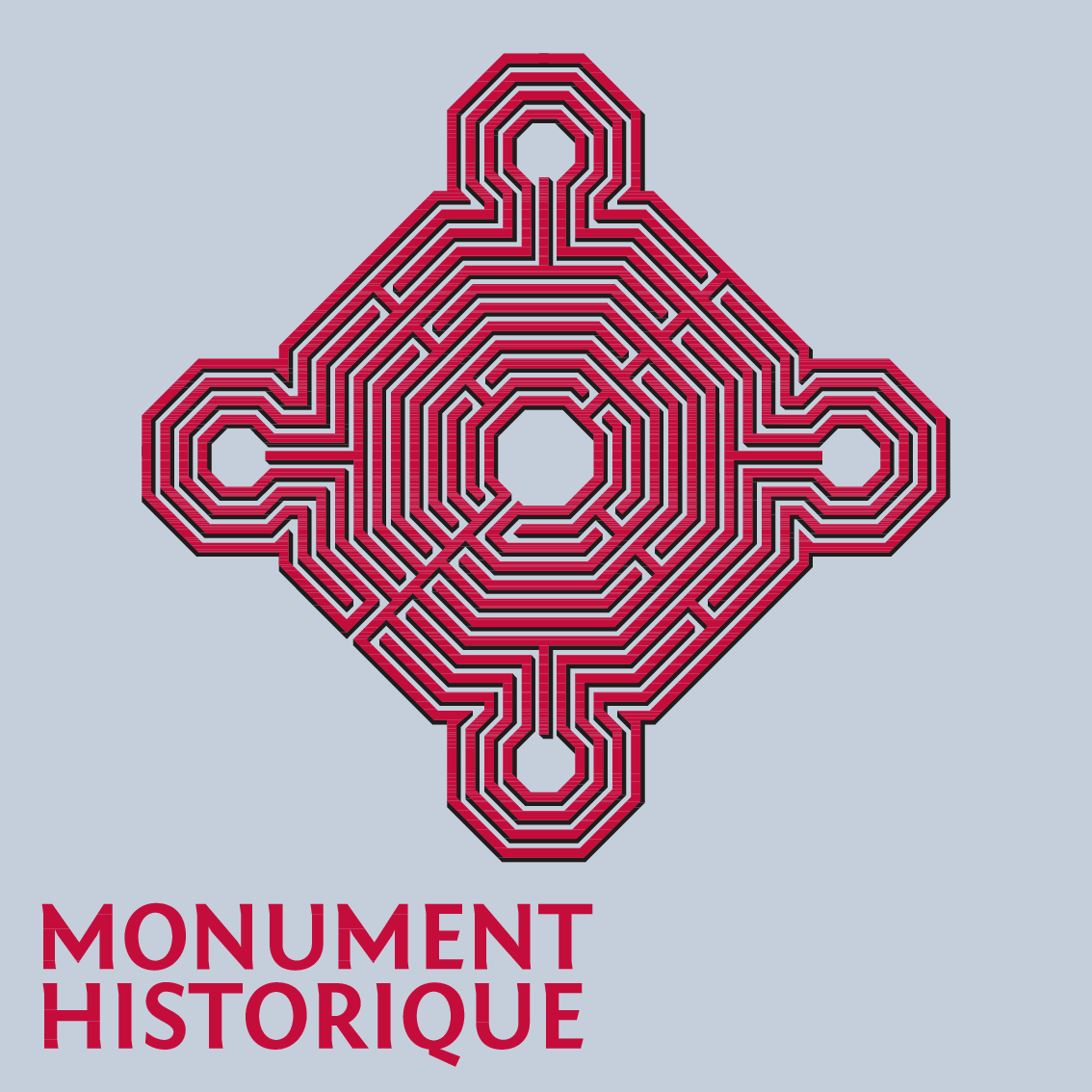
Logo monument historique - 2017

## Lokalizacja
Kaplica zlokalizowana jest przy 1 Rue du Lieutenant Colonel Vallee, w miejscowości Plévin, w departamencie Côtes-d’Armor, w regionie Bretania.

## Opis
Kaplica wzniesiona z granitu. Budynek zbudowany w 1884 r., ma plan kwadratu; zorientowany na wschód, usytuowany pomiędzy ulicą a ogrodem przy plebanii. Oświetlają go dwa małe okna z kolorowymi witrażami. 
Błogosławiony Julien Maunoir (1 października 1606 w Saint-Georges-de-Reintembault, Ille-et-Vilaine – 28 stycznia 1683 w Plévin, Côtes-d'Armor) był francuskim jezuickim księdzem, kaznodzieją i misjonarzem na bretońskiej wsi. Znany jest jako „apostoł Bretanii ”, został beatyfikowany 20 maja 1951 roku. W 439 misjach, które głosił w posługiwał się hymnami, bretońskimi lub francuskimi, oraz procesją, która była ukoronowaniem misji, w którym odtworzył sceny z życia Jezusa. Wierni tłumnie gromadzili się w obiektach misyjnych, gdzie przemawiał. Wspaniałe nawrócenia i niezwykłe uzdrowienia potwierdziły działanie misjonarza. Opublikował zbiór hymnów, który został wznowiony i cieszył się dużym powodzeniem w biskupstwach bretońskich: Canticou Spiritur hac instrutionou zyskowny evit disqui an hent da va dar Barados. Skomponował Gant an Tat Julian Maner Religius eus ar Gompagnunez Iesus, poprawiono ganta a nevez w wydaniu pemzegvet man. Opublikował kolejną w 1671 r. ( Tepl concrett dar passion Jesus-Christ batisset gant ar Speret glan er galon ar Christen devot ), a także zbiór modlitw kornwalijskich ( An Abrege eus an Doctrin christen ), nie zapominając o katechizmie w języku bretońskim ( The Sacred College Jezusa ) oraz słownik francusko-bretoński i bretońsko-francuski w 1659 r. Jego troska o połączenie kościoła i odrodzenia języka bretońskiego odżyła, tym razem w całej Bretanii, od początku XX wieku pod wpływem opata Perrota, rektora Scrignac i jego dzieła Belen Brug, które otrzymało błogosławieństwo papieskie w 1920 r.
Grób Maunoira de Plévin znajduje się pośrodku nawy, w kościele, pod klęczącej figurze z polichromowanego drewna, na lewo od chóru. Ojciec Maunoir, Tad Mad (dobry ojciec), zajmuje poczesne miejsce w historii Plévin i okolic.